# مجلة تعليم علوم الغذاء
مجلة تعليم علوم الأغذية هي مجلة علمية على الإنترنت يراجعها الأعضاء وينشرها المعهد التقنيّ للأغذية (شيكاغو، إلينوي). وقد أنشئت في عام 2002 كأول مجلة إلكترونية علمية للمعهد تنشر على الإنترنت فقط. وهدفها الرئيسي التركيز على أساليب التعليم التي تشمل علوم وتكنولوجيا الأغذية. ويشمل ذلك توظيف علماء الأغذية في المستقبل، والتعليم على مستوى البكالوريوس والدراسات العليا، والتعليم المستمر من خلال التعلم عن بعد، والتعلم الإلكتروني، والتعلم مدى الحياة.
وتضّمن عدد كانون الثاني في يناير 2007 أول قضية تحت عنوان مع تحسين تعليم علوم الأغذية في نطاق جميع الصفوف (رياض الأطفال، والابتدائي، والمدرسة المتوسطة، والمرحلة الثانوية).

## المحررين
Wayne T. Iwaoka was editor from 2002 to 2006. Since 2006, Grady W. Chism III has held that position.

## روابط خارجية
- الموقع الرسمي
- 1541-4329